# Trenten
Trenten is een bestuurslaag in het regentschap Magelang van de provincie Midden-Java, Indonesië. Trenten telt 3697 inwoners (volkstelling 2010).